# Cimex hemipterus
Cimex hemipterus és una espècie d'hemípter heteròpter de la família Cimicidae que resideix principalment en climes tropicals. Tanmateix, s'ha informat que aquesta espècie pot viure en climes més temperats juntament amb l'espècie molt relacionada Cimex lectularius (xinxa comuna).
C. hemipterus és un paràsit hematòfag obligat dels humans. Això significa que requereix menjar sang dels seus hostes humans per sobreviure. Després de les picades les persones experimenten picor, símptomes i lesions a les zones afectades de la pell. Aquesta espècie sol residir en domicilis humans dins d'esquerdes, escletxes o matalassos i és més freqüent als països de clima tropical. Com altres cimícids, C. hemipterus és actiu sobretot durant la nit.

## Morfologia
De mitjana C. hemipterus fa 5,5 mil·límetres de llarg i 2,5 mm d'amplada. Aquest insecte té una forma corporal ovalada i aplanada. El seu cap és curt, ample i punxegut a la punta. Els ulls composts de color negre o vermell arrodonits se situen lateralment a banda i banda del cap i es poden observar tant des de la vista superior com inferior. Un parell d'antenes segmentades es troben davant dels dos ulls compostos. Les parts bucals de C. hemipterus són capaces de perforar la pell i aspirar la sang del seu hoste. D'acord a això, el llavi té tres segments llargs i semblants a una "palleta de refresc" i les maxil·les i les mandíbules són semblants a estilets. El tòrax de C. hemipterus té tres segments, que contenen el protòrax, el mesotòrax i el metatòrax. El protòrax té unes proporcions el doble de llarg que ample, i és molt més gran i prominent que el cap (que es troba al centre), i que el mesotòrax i el metatòrax junts.
En comparació amb C. lectularius, s'observa que C. hempiterus té un protòrax una mica més estret. Aquesta espècie té un abdomen de vuit segments que és arrodonit i té una punta punxeguda, que conté petites mates de pèl que sobresurten. El color d'aquesta espècie varia segons si recentment ha consumit sang. Si no ha menjat sang, presenta un color marró pàl·lid. Si recentment ha ingerit sang, presenta un color vermellós. Hi ha lleugeres diferències entre els sexes de C. hemipterus. Les femelles solen ser més grans que els mascles i tenen una punta d'abdomen més arrodonida, a diferència de la punta punxeguda que present en els mascles.

## Cicle vital
C. hemipterus presenta un cicle de vida hemimetàbol, el que significa que l'insecte passa per múltiples etapes nimfals, on la seva forma corporal i el seu comportament alimentari pràcticament no varien respecte l'etapa adulta. Se sap que els ous de C. hemipterus desclouen entre 4-12 dies després de la posta. Aquesta espècie passa per cinc estadis nimfals abans de convertir-se en adult, i el pas de cada etapa de nimfal requereix d'ingesta de sang. Les primeres quatre etapes nimfals passen cadascuna per un temps de desenvolupament mitjà de 3-4 dies, mentre que la cinquena etapa nimfal es desenvolupa en 4-5 dies. En comparació amb C. lectularius, C. hemipterus passa per fases de desenvolupament una mica més llargues. Els adults poden viure de 6 a 12 mesos, normalment les femelles viuen més temps que els mascles.

## Resistència als insecticides
Després de l'ús generalitzat del DDT al segle xx, s'ha detectat resistència al DDT a les poblacions de C. hemipterus de les regions tropicals i subtropicals. Això ha provocat reaparicions d'infestacions generalitzades de C. hemipterus a països de l'hemisferi sud, com Austràlia i Sri Lanka. També s'ha informat de resistència als piretroides.

## Importància mèdica
La principal preocupació mèdica associada a C. hemipterus s'associa a la pell. En mossegar els seus hostes, injecten saliva que conté diversos components. Aquests inclouen anestèsics, compostos vasodilatadors i anticoagulants. Aquests factors actuen facilitant l'hemorràgia a la zona mossegada i garantir que l'hoste no nota la picada. Aquestes picades provoquen lesions cutànies i picor, cosa que molesta els humans. Tot i que no hi ha proves que les xinxes actuïn com a vectors de malalties, hi ha proves que suggereixen que podrien ser vectors de Trypanosoma cruzi, un protist que causa la malaltia de Chagas en humans.